# Bahrain Victorious/2025
Deze pagina geeft een overzicht van de UCI World Tour-wielerploeg Bahrain Victorious in 2025.

## Algemeen
Algemeen manager: Milan Eržen
Teammanagers: Gorazd Štangelj
Ploegleiders: Borut Božič, Xavier Florencio, Andrea Fusaz, Michał Gołaś, Timothy Kennaugh, Roman Kreuziger, Stephen Neil, Vladimir Miholjević, Franco Pellizotti, Neil Stephens, Ioannis Tamouridis, Aart Vierhouten
Coaches:  Loïc Segaert
Fietsen: Merida
Banden: Continental AG

## Renners
| Naam                | Geboortedatum | Nationaliteit       | Ploeg 2024                            |
| ------------------- | ------------- | ------------------- | ------------------------------------- |
| Nikias Arndt        | 18-11-1991    | Duitsland           |                                       |
| Phil Bauhaus        | 08-06-1994    | Duitsland           |                                       |
| Peio Bilbao         | 25-02-1990    | Spanje              |                                       |
| Alberto Bruttomesso | 30-10-2003    | Italië              |                                       |
| Santiago Buitrago   | 26-09-1999    | Colombia            |                                       |
| Nicolò Buratti      | 07-07-2001    | Italië              |                                       |
| Damiano Caruso      | 12-10-1987    | Italië              |                                       |
| Roman Ermakov       | 6-10-2004     | Rusland             | CTF Victorious                        |
| Žak Eržen           | 19-10-2005    | Slovenië            | CTF Victorious                        |
| Afonso Eulálio      | 30-09-2001    | Portugal            | ABTF Betão-Feirense                   |
| Matevž Govekar      | 17-04-2000    | Slovenië            |                                       |
| Kamil Gradek        | 17-09-1990    | Polen               |                                       |
| Jack Haig           | 06-09-1993    | Australië           |                                       |
| Rainer Kepplinger   | 19-08-1997    | Oostenrijk          |                                       |
| Lenny Martinez      | 11-07-2003    | Frankrijk           | Groupama-FDJ                          |
| Fran Miholjević     | 02-08-2002    | Kroatië             |                                       |
| Matej Mohorič       | 19-10-1994    | Slovenië            |                                       |
| Mathijs Paasschens  | 18-03-1996    | Nederland           | Lotto Dstny                           |
| Andrea Pasqualon    | 02-01-1988    | Italië              |                                       |
| Finlay Pickering    | 27-01-2003    | Verenigd Koninkrijk |                                       |
| Daniel Skerl        | 21-03-2003    | Italië              | CTF Victorious                        |
| Robert Stannard     | 16-09-1998    | Australië           |                                       |
| Oliver Stockwell    | 7-06-2002     | Verenigd Koninkrijk | CTF Victorious                        |
| Antonio Tiberi      | 24-06-2001    | Italië              |                                       |
| Torstein Træen      | 16-07-1995    | Noorwegen           |                                       |
| Sergio Tu           | 24-02-1997    | Taiwan              |                                       |
| Max van der Meulen  | 13-01-2004    | Nederland           | CTF Victorious                        |
| Vlad Van Mechelen   | 02-06-2004    | België              | Development Team dsm-firmenich PostNL |
| Alfred Wright       | 13-06-1999    | Verenigd Koninkrijk |                                       |
| Edoardo Zambanini   | 21-04-2001    | Italië              |                                       |

### Vertrokken
| Renner                | Geboortedatum | Nationaliteit | Ploeg 2025                          |
| --------------------- | ------------- | ------------- | ----------------------------------- |
| Yukiya Arashiro       | 22-09-1984    | Japan         | Toscana Factory Team Vini Fantini   |
| Ahmed Madan           | 25-08-2000    | Bahrein       | Bahrain Victorious Development Team |
| Wout Poels            | 01-10-1987    | Nederland     | Astana Qazaqstan                    |
| Johan Price-Pejtersen | 26-05-1999    | Denemarken    | Alpecin-Deceuninck                  |
| Dušan Rajović         | 19-11-1997    | Servië        | Toscana Factory Team Vini Fantini   |
| Cameron Scott         | 04-01-1998    | Australië     | CCACHE x BODYWRAP                   |
| Jasha Sütterlin       | 04-11-1992    | Duitsland     | Team Jayco AlUla                    |
| Łukasz Wiśniowski     | 07-12-1991    | Polen         | gestopt                             |

## Overwinningen
| Ronde van Valencia 2e etappe: Santiago Buitrago 4e etappe: Santiago Buitrago Eindklassement: Santiago Buitrago Puntenklassement: Santiago Buitrago Ploegenklassement: *1) Ronde van de Alpes-Maritimes Jongerenklassement: Lenny Martinez Ploegenklassement: *2) Parijs-Nice 5e etappe: Lenny Martinez Ronde van de Alpen Bergklassement: Finlay Pickering Ronde van Romandië 4e etappe: Lenny Martinez Jongerenklassement: Lenny Martinez | Ronde van Slovenië Jongerenklassement: Jakob Omrzel Critérium du Dauphiné 8e etappe: Lenny Martinez Ronde van Burgos 4e etappe: Damiano Caruso |  |

*1) Ploeg Ronde van Valencia: Bilbao, Buitrago, Gradek, Haig, Kepplinger, Martinez, Zambanini
*2) Ploeg Ronde van de Alpes-Maritimes: Buitrago, Ermakov, Haig, Martinez, Pickering, Stockwell, Zambanini
2017 · 2018 · 2019 · 2020 · 2021 · 2022 · 2023 · 2024 · 2025
Alpecin-Deceuninck · Arkéa-B&B Hotels · Bahrain Victorious · Cofidis · Decathlon AG2R La Mondiale Team · EF Education-EasyPost · Groupama-FDJ · INEOS Grenadiers · Intermarché-Wanty · Lidl-Trek · Movistar Team · Red Bull-BORA-hansgrohe · Soudal Quick-Step · Jayco AlUla · Team Picnic PostNL · UAE Team Emirates-XRG · Visma-Lease a Bike · XDS Astana Team